# Coca-Cola Park (Allentown)
Pour les articles homonymes, voir Coca-Cola Park.
Le Coca-Cola Park est un stade de baseball situé à Allentown dans l'État de Pennsylvanie.
Depuis 2008, c'est le domicile des IronPigs de Lehigh Valley de la Ligue internationale. Le Coca-Cola Park a une capacité de 10 100 places, y compris les espaces auxiliaires de la pelouse Capital BlueCross et des suites Dugout. De plus, il dispose de 20 suites de luxe.

## Histoire
Le 7 mars 2007, Coca-Cola Bottling Co. rachète les droits de naming du stade.

## Description
Il y a 2 500 places de stationnement autour du stade.

## Évènements
- Concert de Bob Dylan, Willie Nelson et John Mellencamp, 14 juillet 2009

## Dimensions
- Left field (Champ gauche): 336 pieds (102,4 mètres)
- Left-center: 388 pieds (118,2 mètres)
- Center field (Champ central): 400 pieds (121,9 mètres)
- Right-center: 369 pieds (112,4 mètres)
- Right field (Champ droit): 325 pieds (99 mètres)

## Galerie

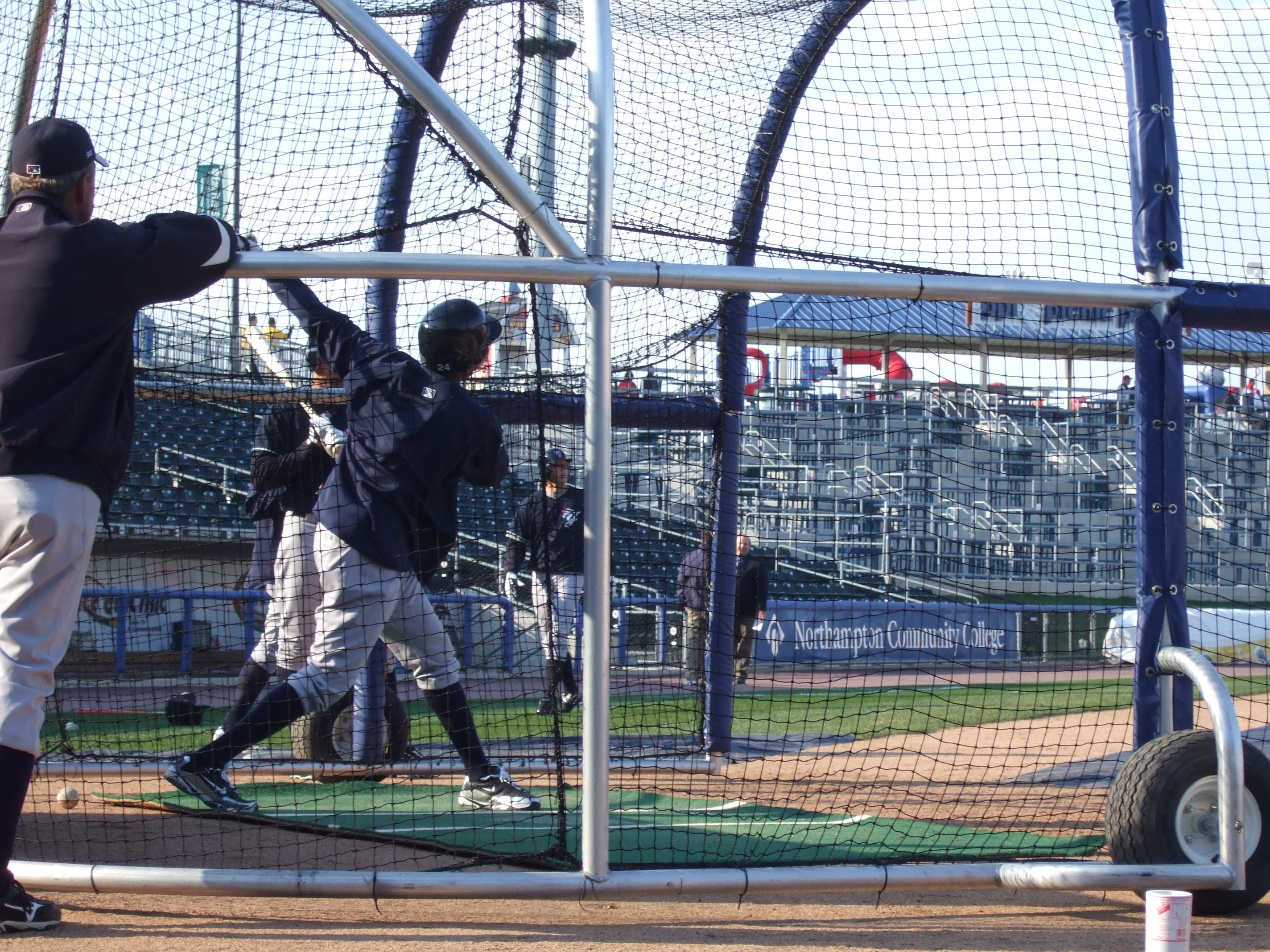